# Over Now
«Over Now» es una canción del DJ y productor escocés Calvin Harris y del cantante canadiense The Weeknd, lanzada el 28 de agosto de 2020. The Weeknd mostró brevemente la canción por primera vez en un concierto virtual poco antes del anuncio de la canción.

## Antecedentes
The Weeknd mostró brevemente la colaboración el 20 de agosto a través de una publicación de Instagram en la que publicó una foto antigua de él y Harris tomando unas copas en el backstage del festival de Coachella. Harris también mostró una pista de R&B "funky" y "suave" en una historia de Instagram, que los críticos de música en ese momento atribuyeron al falsete de Weeknd. Luego, ambos artistas acudieron a las redes sociales el 22 de agosto para confirmar el título y el lanzamiento de la canción, junto con varios carteles promocionales.  Se señaló que «Over Now» era la misma canción inédita que Weeknd compartió en una transmisión en vivo de TikTok antes del anuncio de la canción. La canción marca la primera colaboración entre la pareja y es el primer lanzamiento de Harris como Calvin Harris desde su sencillo de enero de 2019 «Giant», ya que ha lanzado 4 EP y un sencillo, Live Without Your Love, bajo su alter ego Love Regenerator entre los lanzamientos de «Giant» y «Over Now». La portada oficial fue revelada el 25 de agosto a través de las respectivas redes sociales de los artistas.

## Posicionamiento en listas
| Listas (2020)                               | Mejor posición |
| ------------------------------------------- | -------------- |
| Australia (ARIA)                            | 17             |
| Alemania (Offizielle Deutsche Charts)       | 92             |
| Bélgica (Flandes) (Ultratip Bubbling Under) | 7              |
| Bélgica (Valonia) (Ultratop 50)             | 34             |
| Canadá (Canadian Hot 100)                   | 22             |
| CEI (Tophit)                                | 257            |
| República Checa (Rádio Top 100)             | 63             |
| Dinamarca (Tracklisten)                     | 31             |
| El Salvador (Monitor Latino)                | 15             |
| Francia (SNEP)                              | 124            |
| Billboard Global 200                        | 1              |
| Irlanda (IRMA)                              | 26             |
| Países Bajos (Mega Single Top 100)          | 83             |
| Nueva Zelanda (Recorded Music NZ)           | 38             |
| Noruega (VG-lista)                          | 24             |
| Portugal (AFP)                              | 57             |
| Escocia (Scottish Singles Sales Chart)      | 27             |
| Singapur (RIAS)                             | 29             |
| Suecia (Sverigetopplistan)                  | 15             |
| Suiza (Schweizer Hitparade)                 | 41             |
| Reino Unido (UK Singles Chart)              | 33             |
| Estados Unidos (Billboard Hot 100)          | 38             |
| Estados Unidos (Adult Top 40)               | 37             |
| Estados Unidos (Mainstream Top 40)          | 25             |
| Estados Unidos (Rhythmic)                   | 13             |
| Estados Unidos Rolling Stone Top 100        | 17             |

## Historial de versiones
| Región         | Fecha                   | Formato                      | Sello           | Ref.   |
| -------------- | ----------------------- | ---------------------------- | --------------- | ------ |
| Varios         | 28 de agosto de 2020    | Descarga digital streaming   | Sony            | [ 37 ] |
| Australia      | 28 de agosto de 2020    | Radio de éxito contemporáneo | Sony y Columbia | [ 38 ] |
| Reino Unido    | 28 de agosto de 2020    | Radio de éxito contemporáneo | Sony y Columbia | [ 39 ] |
| Estados Unidos | 1 de septiembre de 2020 | Radio de éxito contemporáneo | Columbia        | [ 40 ] |
| Estados Unidos | 1 de septiembre de 2020 | Rhythmic contemporary        | Columbia        | [ 41 ] |